# Михалово (город)
Михалово (пол. Michałowo)  —  город  в Польше, входит в Подляское воеводство,  Белостокский повят.  Имеет статус городско-сельской гмины. Занимает площадь 2,15 км². Население — 3621 человек.
Статус города получил в 2009 году.